# NGC 438
NGC 438 é uma galáxia espiral barrada (SBb) localizada na direcção da constelação de Sculptor. Possui uma declinação de -37° 54' 05" e uma ascensão recta de 1 horas, 13 minutos e 34,3 segundos.
A galáxia NGC 438 foi descoberta em 1 de Setembro de 1834 por John Herschel.